# Ondelette orthogonale
 (mars 2023).
Si vous disposez d'ouvrages ou d'articles de référence ou si vous connaissez des sites web de qualité traitant du thème abordé ici, merci de compléter l'article en donnant les références utiles à sa vérifiabilité et en les liant à la section « Notes et références ».
Une ondelette orthogonale est une ondelette dont la transformée en ondelettes discrète est orthogonale. Autrement dit, la transformée en ondelettes inverse est l'adjointe de la transformée en ondelettes. Avec des conditions affaiblies, on peut obtenir une ondelette biorthogonale